# Дешрет

Корона Дешрет

Дешрет — червона корона, яку носили фараони Нижнього Єгипту. Після об'єднання Верхнього та Нижнього Єгипту, сталося й об'єднання корон обох земель в єдину корону пшент. Символом, що прикріплюється в лобовій частині корони дешрет була голова богині-кобри Уаджит. Аналогічним символом на білій короні хеджет була голова богині-грифа Нехбет. Після об'єднання корон двох земель, обидві богині розміщувалися в лобовій частині корони пшент.
В додинастичний період і в епоху Стародавнього царства замість ієрогліфа «n» (S53) (червона корона) був ієрогліф «N» (N35) (хвилі, вода). Слово «червона корона» надалі стали позначати символом «n».

## Значення
У міфології, бог землі Геб, який керував Єгиптом, доручив Гору панувати над Нижнім Єгиптом. Єгипетські фараони, які вважали себе наступниками Гора, носили символи влади Нижнього Єгипту.
Існують й інші божества, які або носили червону корону, або ототожнювалися з нею. До таких божеств відносяться богиня-кобра Уаджит і богиня, створила місто Саїс — Нейт, яку часто зображували в червоній короні.
Червона корона в поєднанні з білою короною Верхнього Єгипту сформували подвійну корону пшент, яка стала символізувати владу над усією країною, над обома землями Єгипту.
Словом «дешрет» також називали червону пустелю по обидва боки Нілу. До складу цієї пустелі входили і чужі землі, оточували Єгипет. Ці землі вважалися областю хаосу, в якому немає законів і повно небезпек. Володарем червоної пустелі та чужих земель був бог Сет.
Слово «десерет» згадується в книзі Мормона, в якій йому приписується значення «медоносних бджіл». Більшість вчених з СПД вважають цю згадку в книзі доказом зв'язку між цими двома словами.

## Галерея

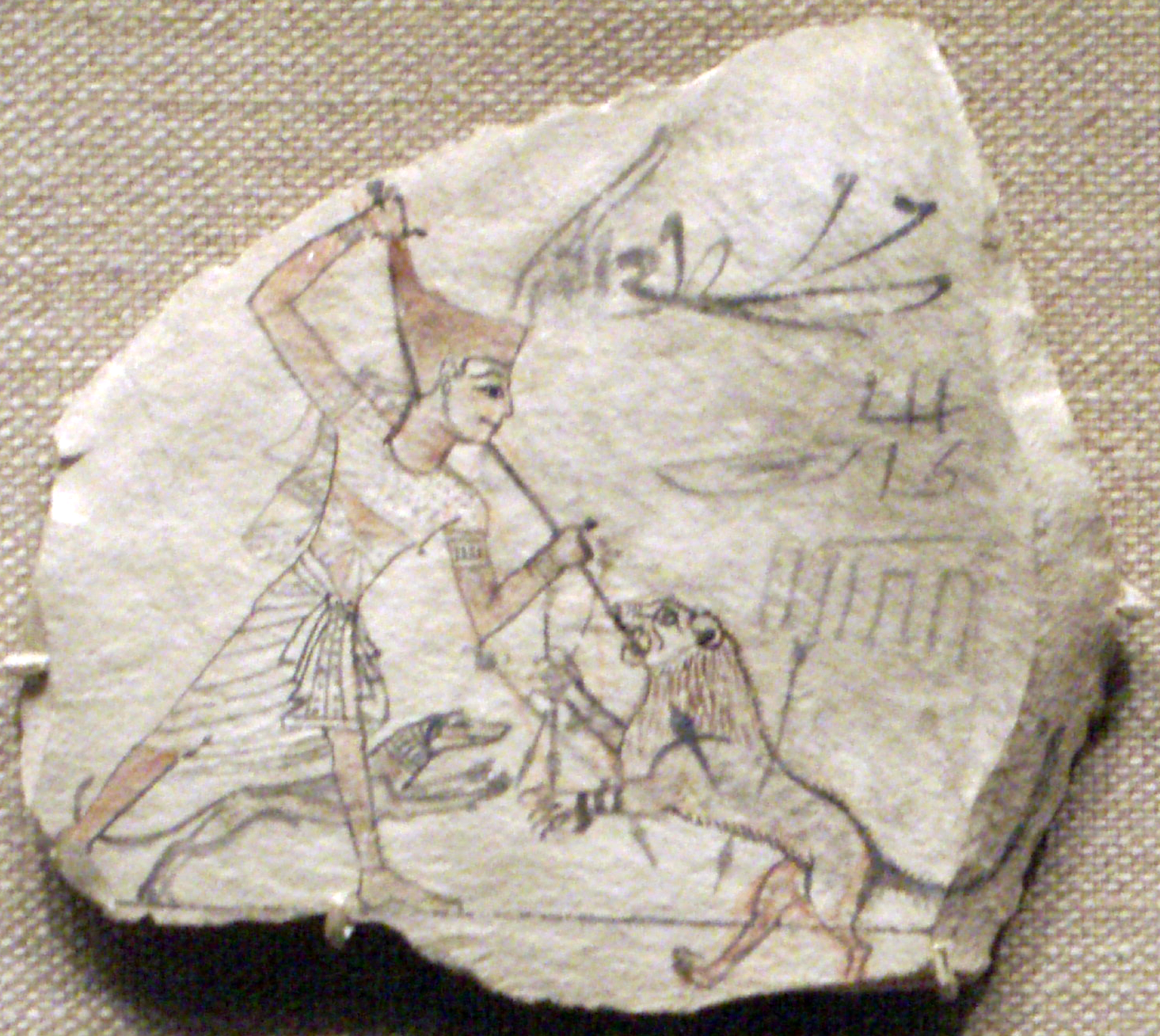
На остраконі періоду Рамессидів, фараон зображений в червоній короні
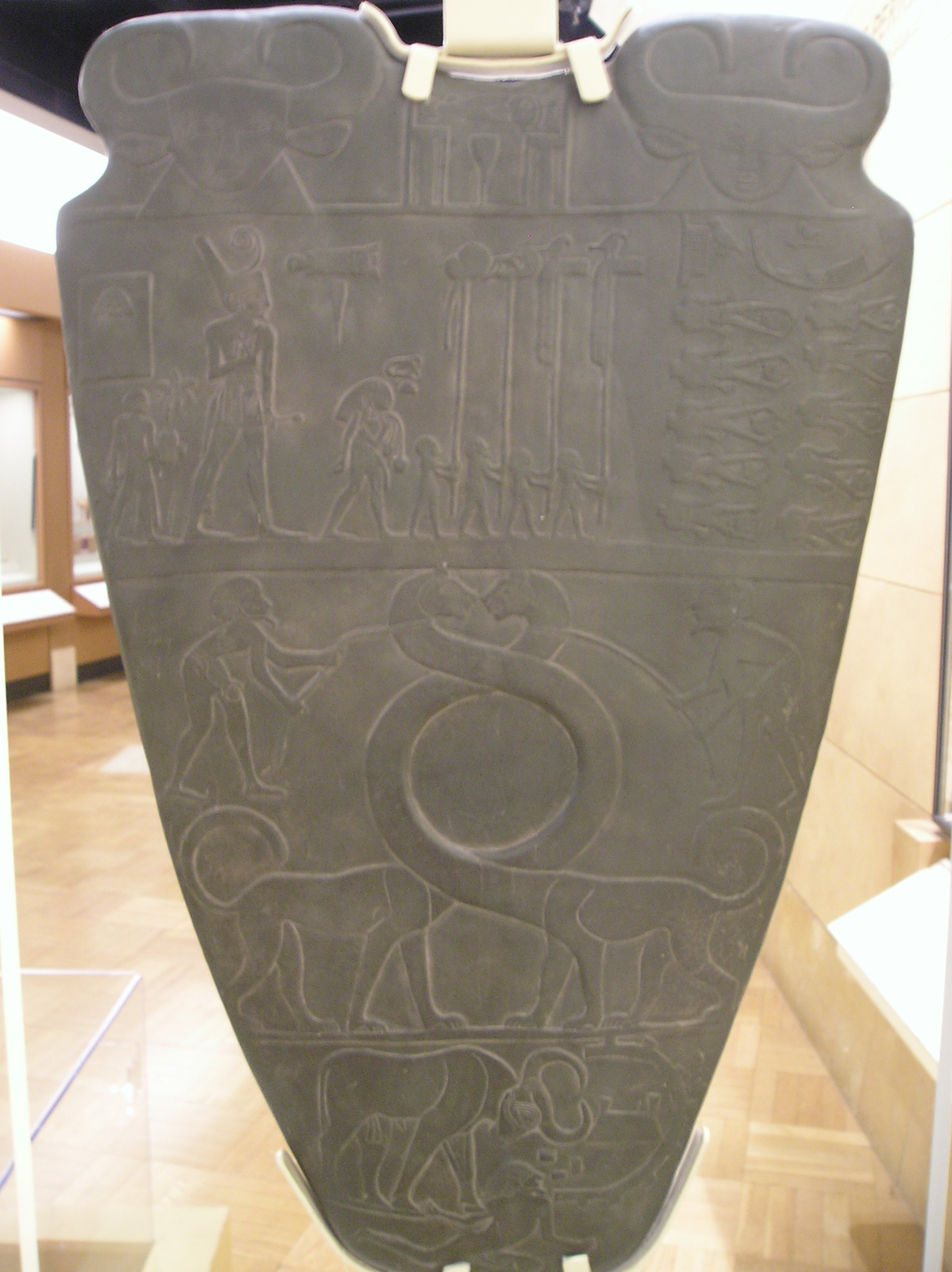
Палетка Нармера. Нармер в червоній короні
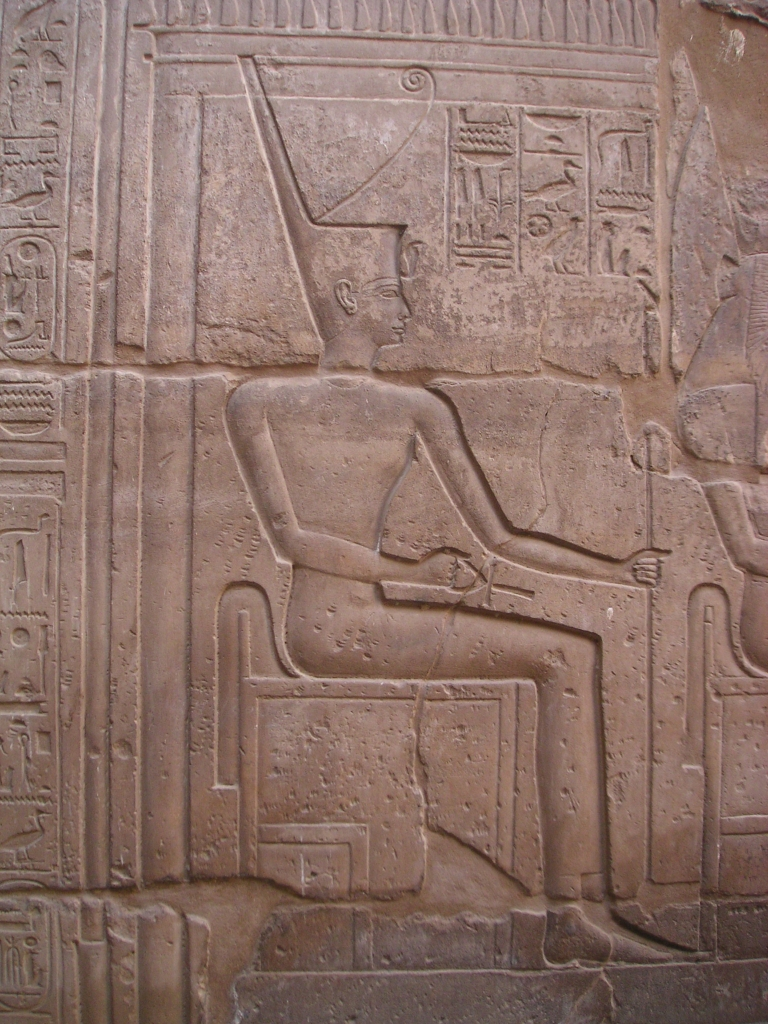
Богиня Нейт в короні дешрет
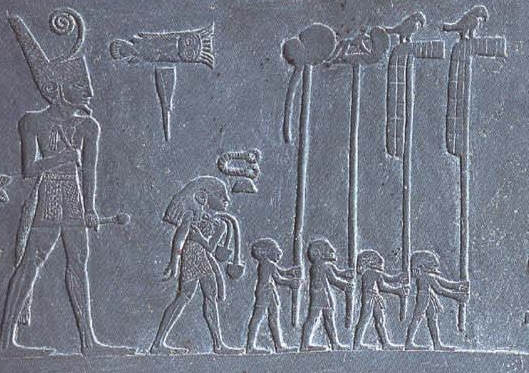
Нармер в червоній короні